# Ла-Манш (гурт)
«Ла-Манш» — український рок-гурт з Івано-Франківська. Гурт найбільш відомий за піснею «Погляд», яка була використана як саундтрек до фільму «Брат 2».

## Історія гурту
Група заснована 1 січня 1998 року в Івано-Франківську з колишніх учасників групи «RARA AVIS» Олександра Токарєва (бас), Яреми Коваліва (клавіші) і Віталія «Білого» Биковця (гітара), до яких приєдналася 16-річна студентка місцевого музучилища Анна Безель (вокал).
Із самого початку всім звуком і аранжуваннями групи зайнявся Дмитро Ципердюк (екслідер відомого на початку дев'яностих гурту «Морра»). Після першого синглу «Погляд», де авторами були самі музиканти, вийшла ще одна пісня «Є-є-є», написана Ципердюком. Група стала з'являтися на всіляких конкурсах і фестивалях. Гурт став лауреатом першої премії в жанрі попмузики фестивалю «Перлини сезону» (1998), і такою ж нагородою відзначився на фестивалі «Майбутнє України» (1998). Група відразу ж привернула увагу неординарною естетикою, новизною сценічної подачі. У творчості «Ла-Маншу» немов невидимим каналом сполучені неземні вокали, гітарні «відльоти» і електронні підкладки. Не дивно, що на групу відразу ж звернули увагу фахівці. У січні 1999-го група підписала контракт з київським продюсерським агентством «НЕМО» і контракт на запис дебютного альбому з компанією «Nova Records». Справами групи став займатися продюсер Віталій Клімов.
Весною 1999 року в групі з'явився барабанщик Олександр Ільченко (екс-«Округ-2000» з Івано-Франківська). У серпні 1999-го група записала вже остаточні версії перших п'яти пісень нового альбому. До кінця квітня 2000 року планувалось відзняти кліп на пісню «Сама собі весна». Реліз альбому був запланований на осінь 2000 року.  
Гурт раптово розпався у 2000 році.
Зараз басист гурту Олександр Токарєв займається відеопродакшном на «Західному полюсі» і рекламою. Барабанщик Олександр Ільченко і вокалістка Анна Безель у США. Гітарист Віталій Биковець працював адміністратором у центральній бібліотеці. Помер 2 лютого 2020 року.

## Учасники
- Анна Безель (вокал)
- Олександр Токарєв (бас)
- Ярема Ковалів (клавіші)
- Віталій Биковець (гітара)
- Олександр Ільченко (ударні)

## Пісні
1. «Доторкнись»
2. «Є-є-є»
3. «Погляд»
4. «Сама собі весна» (увійшла до збірки «Нашествие. Шаг IV» (2000) з рок-фестивалю «Нашествие»)
5. «Сонце»
6. «Далеко» (в іншому складі)[6]